# Abel Desjardins
Jacques Jules Abel Cochon Abel Desjardins, född den 26 juli 1814 i Paris, död den 21 juli 1886 i Douai, var en fransk historieskrivare.
Desjardins var bror till Ernest Desjardins.
Desjardins blev professor i historia i Douai 1857, skrev bland annat Études sur saint Bernard (1849), Vie de Jeanne d'Arc (1854; 3:e upplagan 1885), L'esclavage dans l'antiquité (1857) och Charles IX (1874) samt utgav det konsthistoriska praktverket La vie et l'œuvre de Jean de Bologne (1883) och handlingar rörande den diplomatiska förbindelsen mellan Frankrike och Toskana under 1400- och 1500-talen (1859-86).